# Gand-Wevelgem 2012
La 74e édition de Gand-Wevelgem a eu lieu le 25 mars 2012. Il s'agit de la 7e épreuve de l'UCI World Tour 2012. Elle est remportée par le Belge Tom Boonen (Omega Pharma-Quick Step), déjà victorieux de l'édition 2011 et du Grand Prix E3 à Harelbeke deux jours plus tôt. Il devance au sprint le Slovaque Peter Sagan (Liquigas-Cannondale) et le Danois Matti Breschel (Rabobank).

## Présentation

### Équipes
L'organisateur a communiqué la liste des équipes invitées le 18 janvier 2012. 25 équipes participent à ce Gand-Wevelgem - 18 ProTeams et 7 équipes continentales professionnelles :
| Nom de l'équipe         | Pays        | Code |
| ----------------------- | ----------- | ---- |
| AG2R La Mondiale        | France      | ALM  |
| Astana                  | Kazakhstan  | AST  |
| BMC Racing              | États-Unis  | BMC  |
| Euskaltel-Euskadi       | Espagne     | EUS  |
| FDJ-BigMat              | France      | FDJ  |
| Garmin-Barracuda        | États-Unis  | GRM  |
| GreenEDGE               | Australie   | GEC  |
| Katusha                 | Russie      | KAT  |
| Lampre-ISD              | Italie      | LAM  |
| Liquigas-Cannondale     | Italie      | LIQ  |
| Lotto-Belisol           | Belgique    | LTB  |
| Movistar                | Espagne     | MOV  |
| Omega Pharma-Quick Step | Belgique    | OPQ  |
| Rabobank                | Pays-Bas    | RAB  |
| RadioShack-Nissan       | Luxembourg  | RNT  |
| Saxo Bank               | Danemark    | SAX  |
| Sky                     | Royaume-Uni | SKY  |
| Vacansoleil-DCM         | Pays-Bas    | VCD  |

| Nom de l'équipe               | Pays        | Code |
| ----------------------------- | ----------- | ---- |
| Accent Jobs-Willems Veranda's | Belgique    | ACC  |
| Cofidis                       | France      | COF  |
| Europcar                      | France      | EUC  |
| Farnese Vini-Selle Italia     | Royaume-Uni | FAR  |
| Landbouwkrediet-Euphony       | Belgique    | LAN  |
| Project 1t4i                  | Pays-Bas    | PRO  |
| Topsport Vlaanderen-Mercator  | Belgique    | TSV  |

## Classement final
|    | Coureur              | Équipe                    |    | Temps           | Points UCI |
| -- | -------------------- | ------------------------- | -- | --------------- | ---------- |
| 1  | Tom Boonen           | Omega Pharma-Quick Step   | en | 5 h 32 min 44 s | 80         |
| 2  | Peter Sagan          | Liquigas-Cannondale       | +  | m.t             | 60         |
| 3  | Matti Breschel       | Rabobank                  |    | m.t             | 50         |
| 4  | Óscar Freire         | Katusha                   |    | m.t             | 40         |
| 5  | Edvald Boasson Hagen | Sky                       |    | m.t             | 30         |
| 6  | Daniele Bennati      | RadioShack-Nissan         |    | m.t             | 22         |
| 7  | Marco Marcato        | Vacansoleil-DCM           |    | m.t             | 14         |
| 8  | Steve Chainel        | FDJ-BigMat                |    | m.t             | 10         |
| 9  | Filippo Pozzato      | Farnese Vini-Selle Italia |    | m.t             | -          |
| 10 | Giovanni Visconti    | Movistar                  |    | m.t             | 2          |

## Liste des participants
- Liste de départ complète

| Légende | Légende                                                     | Légende | Légende                                          |
| ------- | ----------------------------------------------------------- | ------- | ------------------------------------------------ |
| Num     | Dossard de départ porté par le coureur sur ce Gand-Wevelgem | Pos     | Position à l'arrivée de la course                |
| NP      | Indique un coureur qui n'a pas pris le départ de la course  | AB      | Indique un coureur qui n'a pas terminé la course |
| HD      | Indique un coureur qui a terminé la course hors des délais  |         |                                                  |

| Omega Pharma-Quick Step OPQ | Omega Pharma-Quick Step OPQ | Omega Pharma-Quick Step OPQ |
| --------------------------- | --------------------------- | --------------------------- |
| Num                         | Coureur                     | Pos                         |
| 1                           | Tom Boonen (BEL)            | 1er                         |
| 2                           | Francesco Chicchi (ITA)     | 134e                        |
| 3                           | Dries Devenyns (BEL)        | 61e                         |
| 4                           | Matteo Trentin (ITA)        | 64e                         |
| 5                           | Nikolas Maes (BEL)          | 62e                         |
| 6                           | Gert Steegmans (BEL)        | 25e                         |
| 7                           | Gerald Ciolek (GER)         | 28e                         |
| 8                           | Stijn Vandenbergh (BEL)     | AB                          |

| Sky SKY | Sky SKY                                  | Sky SKY |
| ------- | ---------------------------------------- | ------- |
| Num     | Coureur                                  | Pos     |
| 11      | Mark Cavendish (GBR) → Champion du monde | 58e     |
| 12      | Bernhard Eisel (AUT)                     | 129e    |
| 13      | Christian Knees (GER)                    | 14e     |
| 14      | Edvald Boasson Hagen (NOR)               | 5e      |
| 15      | Mathew Hayman (AUS)                      | 68e     |
| 16      | Jeremy Hunt (GBR)                        | 130e    |
| 17      | Ian Stannard (GBR)                       | 70e     |
| 18      | Christopher Sutton (AUS)                 | 131e    |

| Lotto-Belisol LTB | Lotto-Belisol LTB         | Lotto-Belisol LTB |
| ----------------- | ------------------------- | ----------------- |
| Num               | Coureur                   | Pos               |
| 21                | André Greipel (GER)       | 31e               |
| 22                | Kenny Dehaes (BEL)        | 141e              |
| 23                | Gert Dockx (BEL)          | AB                |
| 24                | Gregory Henderson (NZL)   | 108e              |
| 25                | Vicente Reynés (ESP)      | 136e              |
| 26                | Marcel Sieberg (GER)      | 91e               |
| 27                | Tosh Van der Sande (BEL)  | 95e               |
| 28                | Jonas Van Genechten (BEL) | 142e              |

| AG2R La Mondiale ALM | AG2R La Mondiale ALM    | AG2R La Mondiale ALM |
| -------------------- | ----------------------- | -------------------- |
| Num                  | Coureur                 | Pos                  |
| 31                   | Manuel Belletti (ITA)   | 155e                 |
| 32                   | Jimmy Casper (FRA)      | 147e                 |
| 33                   | Steve Houanard (FRA)    | AB                   |
| 34                   | Kristof Goddaert (BEL)  | 37e                  |
| 35                   | Anthony Ravard (FRA)    | 127e                 |
| 36                   | Romain Lemarchand (FRA) | AB                   |
| 37                   | Lloyd Mondory (FRA)     | 49e                  |
| 38                   | Boris Shpilevsky (RUS)  | AB                   |

| Astana AST | Astana AST               | Astana AST |
| ---------- | ------------------------ | ---------- |
| Num        | Coureur                  | Pos        |
| 41         | Assan Bazayev (KAZ)      | 113e       |
| 42         | Borut Božič (SLO)        | 151e       |
| 43         | Dmitriy Gruzdev (KAZ)    | 146e       |
| 44         | Jacopo Guarnieri (ITA)   | 52e        |
| 45         | Maxim Iglinskiy (KAZ)    | 45e        |
| 47         | Dmitriy Muravyev (KAZ)   | AB         |
| 48         | Valentin Iglinskiy (KAZ) | 150e       |

| BMC Racing BMC | BMC Racing BMC                                | BMC Racing BMC |
| -------------- | --------------------------------------------- | -------------- |
| Num            | Coureur                                       | Pos            |
| 51             | Philippe Gilbert (BEL) → Champion de Belgique | 39e            |
| 52             | Alessandro Ballan (ITA)                       | 22e            |
| 53             | Michael Schär (SUI)                           | 33e            |
| 54             | Marcus Burghardt (GER)                        | 92e            |
| 55             | George Hincapie (USA)                         | 51e            |
| 56             | Taylor Phinney (USA)                          | 94e            |
| 57             | Greg Van Avermaet (BEL)                       | 27e            |
| 58             | Thor Hushovd (NOR)                            | 48e            |

| Euskaltel-Euskadi EUS | Euskaltel-Euskadi EUS       | Euskaltel-Euskadi EUS |
| --------------------- | --------------------------- | --------------------- |
| Num                   | Coureur                     | Pos                   |
| 62                    | Ricardo García Ambroa (ESP) | AB                    |
| 63                    | Gorka Izagirre (ESP)        | 89e                   |
| 64                    | Ion Izagirre (ESP)          | 15e                   |
| 65                    | Juan José Oroz (ESP)        | 84e                   |
| 66                    | Rubén Pérez (ESP)           | 82e                   |
| 67                    | Adrián Sáez (ESP)           | AB                    |
| 68                    | Pablo Urtasun (ESP)         | 144e                  |

| FDJ-BigMat FDJ | FDJ-BigMat FDJ           | FDJ-BigMat FDJ |
| -------------- | ------------------------ | -------------- |
| Num            | Coureur                  | Pos            |
| 71             | Steve Chainel (FRA)      | 8e             |
| 72             | Arnaud Démare (FRA)      | 143e           |
| 73             | Anthony Geslin (FRA)     | 50e            |
| 74             | Matthieu Ladagnous (FRA) | AB             |
| 75             | David Boucher (FRA)      | 73e            |
| 76             | Yauheni Hutarovich (BLR) | 116e           |
| 77             | Dominique Rollin (CAN)   | AB             |
| 78             | Geoffrey Soupe (FRA)     | 76e            |

| GreenEDGE GEC | GreenEDGE GEC                         | GreenEDGE GEC |
| ------------- | ------------------------------------- | ------------- |
| Num           | Coureur                               | Pos           |
| 81            | Baden Cooke (AUS)                     | 157e          |
| 82            | Jens Keukeleire (BEL)                 | 60e           |
| 83            | Svein Tuft (CAN) → Champion du Canada | 139e          |
| 84            | Matthew Goss (AUS)                    | 12e           |
| 85            | Sebastian Langeveld (NED)             | 26e           |
| 86            | Matthew Wilson (AUS)                  | AB            |
| 87            | Stuart O'Grady (AUS)                  | 125e          |
| 88            | Tomas Vaitkus (LTU)                   | AB            |

| Katusha KAT | Katusha KAT                                           | Katusha KAT |
| ----------- | ----------------------------------------------------- | ----------- |
| Num         | Coureur                                               | Pos         |
| 91          | Xavier Florencio (ESP)                                | 46e         |
| 92          | Óscar Freire (ESP)                                    | 4e          |
| 93          | Denis Galimzyanov (RUS)                               | AB          |
| 94          | Vladimir Isaychev (RUS)                               | 19e         |
| 95          | Maxime Vantomme (BEL)                                 | 41e         |
| 96          | Aliaksandr Kuschynski (BLR) → Champion de Biélorussie | 112e        |
| 97          | Luca Paolini (ITA)                                    | 24e         |
| 98          | Alexander Porsev (RUS)                                | AB          |

| Lampre-ISD LAM | Lampre-ISD LAM                          | Lampre-ISD LAM |
| -------------- | --------------------------------------- | -------------- |
| Num            | Coureur                                 | Pos            |
| 101            | Grega Bole (SLO) → Champion de Slovénie | AB             |
| 102            | Vitaliy Buts (UKR)                      | AB             |
| 103            | Davide Cimolai (ITA)                    | 103e           |
| 104            | Massimo Graziato (ITA)                  | 154e           |
| 105            | Danilo Hondo (GER)                      | 75e            |
| 106            | Yuriy Krivtsov (FRA)                    | 145e           |
| 108            | Davide Viganò (ITA)                     | 77e            |

| Liquigas-Cannondale LIQ | Liquigas-Cannondale LIQ                   | Liquigas-Cannondale LIQ |
| ----------------------- | ----------------------------------------- | ----------------------- |
| Num                     | Coureur                                   | Pos                     |
| 111                     | Peter Sagan (SVK) → Champion de Slovaquie | 2e                      |
| 112                     | Mauro Da Dalto (ITA)                      | 88e                     |
| 113                     | Tiziano Dall'Antonia (ITA)                | 97e                     |
| 114                     | Ted King (USA)                            | 87e                     |
| 115                     | Kristjan Koren (SLO)                      | 90e                     |
| 116                     | Alan Marangoni (ITA)                      | 104e                    |
| 117                     | Daniel Oss (ITA)                          | 16e                     |
| 118                     | Maciej Bodnar (POL)                       | 98e                     |

| Movistar MOV | Movistar MOV                                  | Movistar MOV |
| ------------ | --------------------------------------------- | ------------ |
| Num          | Coureur                                       | Pos          |
| 121          | Enrique Sanz (ESP)                            | AB           |
| 122          | Imanol Erviti (ESP)                           | 42e          |
| 123          | Jesús Herrada (ESP)                           | 149e         |
| 124          | Ignatas Konovalovas (LTU)                     | AB           |
| 125          | Pablo Lastras (ESP)                           | 47e          |
| 126          | José Joaquín Rojas (ESP) → Champion d'Espagne | 69e          |
| 127          | Francisco Ventoso (ESP)                       | 38e          |
| 128          | Giovanni Visconti (ITA) → Champion d'Italie   | 10e          |

| Rabobank RAB | Rabobank RAB             | Rabobank RAB |
| ------------ | ------------------------ | ------------ |
| Num          | Coureur                  | Pos          |
| 131          | Lars Boom (NED)          | 107e         |
| 132          | Matti Breschel (DEN)     | 3e           |
| 133          | Mark Renshaw (AUS)       | 123e         |
| 134          | Tom Leezer (NED)         | 65e          |
| 135          | Paul Martens (GER)       | 54e          |
| 136          | Maarten Wynants (BEL)    | 18e          |
| 137          | Bram Tankink (NED)       | 66e          |
| 138          | Maarten Tjallingii (NED) | 122e         |

| Garmin-Barracuda GRM | Garmin-Barracuda GRM                            | Garmin-Barracuda GRM |
| -------------------- | ----------------------------------------------- | -------------------- |
| Num                  | Coureur                                         | Pos                  |
| 141                  | Tyler Farrar (USA)                              | 55e                  |
| 142                  | Koldo Fernández (ESP)                           | AB                   |
| 143                  | Andreas Klier (GER)                             | 137e                 |
| 144                  | Sébastien Rosseler (BEL)                        | AB                   |
| 145                  | Alex Rasmussen (DEN)                            | 134e                 |
| 146                  | Jack Bauer (NZL)                                | 111e                 |
| 147                  | Robert Hunter (RSA) → Champion d'Afrique du Sud | 126e                 |
| 148                  | Johan Vansummeren (BEL)                         | 11e                  |

| RadioShack-Nissan RNT | RadioShack-Nissan RNT                        | RadioShack-Nissan RNT |
| --------------------- | -------------------------------------------- | --------------------- |
| Num                   | Coureur                                      | Pos                   |
| 151                   | Fabian Cancellara (SUI) → Champion de Suisse | 13e                   |
| 152                   | Daniele Bennati (ITA)                        | 6e                    |
| 153                   | Tony Gallopin (FRA)                          | 67e                   |
| 154                   | Giacomo Nizzolo (ITA)                        | AB                    |
| 155                   | Yaroslav Popovych (UKR)                      | 124e                  |
| 156                   | Robert Wagner (GER) → Champion d'Allemagne   | AB                    |
| 157                   | Grégory Rast (SUI)                           | 53e                   |
| 158                   | Hayden Roulston (NZL)                        | AB                    |

| Saxo Bank SAX | Saxo Bank SAX              | Saxo Bank SAX |
| ------------- | -------------------------- | ------------- |
| Num           | Coureur                    | Pos           |
| 161           | Jonathan Cantwell (AUS)    | 132e          |
| 162           | Kasper Klostergaard (DEN)  | 133e          |
| 163           | Karsten Kroon (NED)        | 35e           |
| 164           | Anders Lund (DEN)          | 17e           |
| 165           | Jarosław Marycz (POL)      | 56e           |
| 166           | Michael Mørkøv (DEN)       | 135e          |
| 167           | Jonas Aaen Jørgensen (DEN) | 32e           |
| 168           | Matteo Tosatto (ITA)       | 30e           |

| Vacansoleil-DCM VCD | Vacansoleil-DCM VCD                        | Vacansoleil-DCM VCD |
| ------------------- | ------------------------------------------ | ------------------- |
| Num                 | Coureur                                    | Pos                 |
| 171                 | Kris Boeckmans (BEL)                       | 71e                 |
| 172                 | Gustav Larsson (SWE)                       | 96e                 |
| 173                 | Marcello Pavarin (ITA)                     | 114e                |
| 174                 | Pim Ligthart (NED) → Champion des Pays-Bas | 78e                 |
| 175                 | Bert-Jan Lindeman (NED)                    | 109e                |
| 176                 | Marco Marcato (ITA)                        | 7e                  |
| 177                 | Mirko Selvaggi (ITA)                       | 44e                 |
| 178                 | Lieuwe Westra (NED)                        | 110e                |

| Topsport Vlaanderen-Mercator TSV | Topsport Vlaanderen-Mercator TSV | Topsport Vlaanderen-Mercator TSV |
| -------------------------------- | -------------------------------- | -------------------------------- |
| Num                              | Coureur                          | Pos                              |
| 181                              | Laurens De Vreese (BEL)          | 93e                              |
| 182                              | Tom Van Asbroeck (BEL)           | 79e                              |
| 183                              | Eliot Lietaer (BEL)              | 83e                              |
| 184                              | Stijn Neirynck (BEL)             | 29e                              |
| 185                              | Michael Van Staeyen (BEL)        | 140e                             |
| 186                              | Sven Vandousselaere (BEL)        | 85e                              |
| 187                              | Pieter Vanspeybrouck (BEL)       | 43e                              |
| 188                              | Jelle Wallays (BEL)              | 156e                             |

| Landbouwkrediet-Euphony LAN | Landbouwkrediet-Euphony LAN | Landbouwkrediet-Euphony LAN |
| --------------------------- | --------------------------- | --------------------------- |
| Num                         | Coureur                     | Pos                         |
| 191                         | Jonathan Breyne (BEL)       | AB                          |
| 192                         | Koen Barbé (BEL)            | 21e                         |
| 193                         | Davy Commeyne (BEL)         | AB                          |
| 194                         | Egidijus Juodvalkis (LTU)   | AB                          |
| 195                         | Kevin Peeters (BEL)         | AB                          |
| 196                         | Gilles Devillers (BEL)      | 153e                        |
| 197                         | Bobbie Traksel (NED)        | 152e                        |
| 198                         | Reinier Honig (NED)         | 81e                         |

| Accent Jobs-Willems Veranda's ACC | Accent Jobs-Willems Veranda's ACC | Accent Jobs-Willems Veranda's ACC |
| --------------------------------- | --------------------------------- | --------------------------------- |
| Num                               | Coureur                           | Pos                               |
| 201                               | Steven Caethoven (BEL)            | 102e                              |
| 202                               | Wim De Vocht (BEL)                | AB                                |
| 203                               | Sjef De Wilde (BEL)               | AB                                |
| 204                               | Kevyn Ista (BEL)                  | 128e                              |
| 205                               | Arnoud van Groen (BEL)            | AB                                |
| 206                               | Stefan van Dijk (NED)             | 105e                              |
| 207                               | Kévin Van Melsen (BEL)            | 40e                               |
| 208                               | Evert Verbist (BEL)               | 106e                              |

| Cofidis COF | Cofidis COF               | Cofidis COF |
| ----------- | ------------------------- | ----------- |
| Num         | Coureur                   | Pos         |
| 211         | Edwig Cammaerts (BEL)     | AB          |
| 212         | Leonardo Duque (COL)      | 59e         |
| 213         | Julien Fouchard (FRA)     | 23e         |
| 214         | Egoitz García (ESP)       | 36e         |
| 216         | Adrien Petit (FRA)        | 34e         |
| 217         | Aleksejs Saramotins (LAT) | 115e        |
| 218         | Nico Sijmens (BEL)        | 148e        |

| Farnese Vini-Selle Italia FAR | Farnese Vini-Selle Italia FAR | Farnese Vini-Selle Italia FAR |
| ----------------------------- | ----------------------------- | ----------------------------- |
| Num                           | Coureur                       | Pos                           |
| 221                           | Luca Ascani (ITA)             | 86e                           |
| 222                           | Thomas Bertolini (ITA)        | 99e                           |
| 223                           | Pierpaolo De Negri (ITA)      | 100e                          |
| 224                           | Elia Favilli (ITA)            | 101e                          |
| 225                           | Oscar Gatto (ITA)             | 20e                           |
| 226                           | Kevin Hulsmans (BEL)          | 63e                           |
| 227                           | Luca Mazzanti (ITA)           | 80e                           |
| 228                           | Filippo Pozzato (ITA)         | 9e                            |

| Project 1t4i PRO | Project 1t4i PRO         | Project 1t4i PRO |
| ---------------- | ------------------------ | ---------------- |
| Num              | Coureur                  | Pos              |
| 231              | Roy Curvers (NED)        | AB               |
| 232              | Bert De Backer (BEL)     | 121e             |
| 233              | John Degenkolb (GER)     | 57e              |
| 234              | Marcel Kittel (GER)      | AB               |
| 236              | Tom Stamsnijder (NED)    | AB               |
| 237              | Ramon Sinkeldam (NED)    | AB               |
| 238              | Ronan van Zandbeek (NED) | AB               |

| Europcar EUC | Europcar EUC             | Europcar EUC |
| ------------ | ------------------------ | ------------ |
| Num          | Coureur                  | Pos          |
| 241          | Yukiya Arashiro (JPN)    | 72e          |
| 242          | Sébastien Chavanel (FRA) | 118e         |
| 243          | Rafaâ Chtioui (TUN)      | 74e          |
| 244          | Mathieu Claude (FRA)     | AB           |
| 245          | Damien Gaudin (FRA)      | 158e         |
| 246          | Yohann Gène (FRA)        | 120e         |
| 247          | Saïd Haddou (FRA)        | 117e         |
| 248          | Thomas Voeckler (FRA)    | 119e         |